# Serra de Mangraners
La Serra de Mangraners és una serra situada al municipi de Seròs a la comarca del Segrià, amb una elevació màxima de 365,3 metres.